# Нецеч (Любуське воєводство)
Нецеч (пол. Nieciecz, нім. Netschütz) — село в Польщі, у гміні Нове Мястечко Новосольського повіту Любуського воєводства.
Населення — 154 особи (2011).
У 1975-1998 роках село належало до Зеленогурського воєводства.

## Демографія
Демографічна структура станом на 31 березня 2011 року:
|          | Загалом | Допрацездатний вік | Працездатний вік | Постпрацездатний вік |
| -------- | ------- | ------------------ | ---------------- | -------------------- |
| Чоловіки | 77      | 25                 | 46               | 6                    |
| Жінки    | 77      | 25                 | 40               | 12                   |
| Разом    | 154     | 50                 | 86               | 18                   |